# Bahrîn, Vasîlkiv
Bahrîn (în ucraineană Багрин) este un sat în comuna Dibrova din raionul Vasîlkiv, regiunea Kiev, Ucraina.

## Demografie
Componența lingvistică a localității Bahrîn
     Ucraineană (97,85%)
     Rusă (1,99%)
     Alte limbi (0,15%)
Conform recensământului din 2001, majoritatea populației localității Bahrîn era vorbitoare de ucraineană (97,85%), existând în minoritate și vorbitori de rusă (1,99%).